# Jacek Wołoszyn
Jacek Witold Wołoszyn – polski politolog, doktor habilitowany nauk społecznych, profesor nadzwyczajny na Wydziale Nauk Społecznych Katolickiego Uniwersytetu Lubelskiego Jana Pawła II.

## Życiorys
Uzyskał doktorat (2000) na podstawie pracy pt. Problematyka wyznaniowa w praktyce parlamentarnej Rzeczypospolitej w latach 1648-1696 w Uniwersytecie im. Marii Curie-Skłodowskiej w Lublinie i habilitację (2011) na podstawie pracy pt. Walczyć o dusze młodzieży. Zmagania Związku Młodzieży Polskiej z Kościołem katolickim na Lubelszczyźnie 1948-1957 w Instytucie Studiów Politycznych Polskiej Akademii Nauk w zakresie nauk społecznych. Obecnie pełni funkcję profesora nadzwyczajnego w Katedrze Systemów Politycznych i Komunikowania Międzynarodowego w Instytucie Nauk o Polityce i Administracji KUL. Pracuje także w Instytucie Pamięci Narodowej w Komisji Ścigania Zbrodni przeciwko Narodowi Polskiemu.

## Wybrane publikacje
- Niepodległościowa konspiracja młodzieżowa na ziemiach polskich w latach 1944/45-1956 (2019)
- Szkoła jako instrument politycznej legitymizacji władzy partii komunistycznej w Polsce (1944-1989) (2015)
- Od przedszkolaka do studenta. Kryteria selekcji społecznej i politycznej w edukacji lat 1947-1956 (2012)[2]